# Rejon berszadzki
Rejon berszadzki – jednostka administracyjna w składzie obwodu winnickiego Ukrainy.
Powstał w 1920. Ma powierzchnię 1286 km² i liczy około 59 tysięcy mieszkańców. Siedzibą władz rejonu jest Berszad.
W skład rejonu wchodzą 1 miejska rada i 28 silskich rad, obejmujących 40 wsi i 4 osady.

## Miejscowości rejonu
- Bałanówka, (Баланівка trb. Bałaniwka trl. Balanìvka)
- Berszad (Бершадь)
- Berezówka (Березівка trb. Bereziwka trl. Berezìvka)
- Berezki Berszadzkie[2] (Берізки-Бершадські trb. Berizky-Berszadśki trl. Berìzki-Beršads′kì)
- Berłówka[3]  (Бирлівка trb. Byrliwka trl. Birlìvka)
- Chmarówka[4][5]  (Хмарівка)
- Czerniatka[6], (Чернятка trb. Czerniatka trl. Černâtka)
- Dżulinki[7] (Джулинка trb. Dżułynka trl. Džulinka)
- Diakówka[8] (Дяківка trb. Diakiwka trl. Dâkìvka)
- Floryna[9] (Флорине trb. Fłoryne trl. Florine)
- Glińskie[10] (Глинське trb. Hłynśke trl. Glins′ke)
- Gołdaszówka[11] (Голдашівка trb. Hołdasziwka trl. Goldašìvka)
- Jałaniec[12] (Яланець trb. Jałaneć trl. Âlanec′)
- (Яланець trb. Jałaneć trl. Âlanec′) osada
- Kiedrasówka[13] (Кидрасівка trb. Kydrasiwka trl. Kidrasìvka), do majątku należały Olszanka Wielka i Sołomejówka
- (Кошаринці trb. Koszarynci trl. Košarincì)
- (Кавкули trb. Kawkuły trl. Kavkuli)
- Krasnosiółka (Красносілка)
- Kruszynówka[14] (Крушинівка trb. Kruszyniwka trl. Krušinìvka)
- Leśnicze[15] (Лісниче trb. Lisnycze trl. Lìsniče)
- Ługowa[16] (Лугова trb. Łuhowa trl. Lugova)
- Kiryjówka Mała[17] (Мала Киріївка trb. Mała Kyrijiwka trl. Mala Kirìïvka)
- Mańkówka[18] (Маньківка trb. Mańkiwka trl. Man′kìvka)
- Michałówka[19] (Михайлівка trb. Mychajliwka trl. Mihajlìvka)
- Miahkochody[20] (М'якохід trb. Mjakochid trl. Mâkohìd)
- Owsijówka[21] (Осіївка trb. Osijiwka trl. Osìïvka)
- (Партизанське trb. Partyzanśke trl. Partizans′ke)
- Potasznia[22] (Поташня trb. Potasznia trl. Potašnâ)
- Piątkówka[23] (П'ятківка trb. Pjatkiwka trl. Pâtkìvka)
- Romanówka (Романівка)
- Serebryja[24] (Серебрія trb. Serebrija trl. Serebrìâ)
- Seredynka[25] (Серединка trb. Seredynka trl. Seredinka)
- Stawki[26] (Ставки trb. Stawky trl. Stavki)
- Sumówka (Сумівка)
- Szlakowa[27] (Шляхова trb. Szlachowa trl. Šlâhova)
- Szumiłów[28] (Шумилів trb. Szumyliw trl. Šumilìv)
- Teofilówka[29] (Теофілівка trb. Teofiliwka trl. Teofìlìvka)
- Ternówka (Тернівка)
- Tarłówka[30] (Тирлівка trb. Tyrliwka trl. Tirlìvka)
- Uście (Устя)
- Uście (Устя trb. Ustia trl. Ustâ) osada
- Kiryjówka Wielka[31]  (Велика Киріївка trb. Wełyka Kyrijiwka trl. Velika Kirìïvka)
- Wójtówka[32] (Війтівка trb. Wijtiwka trl. Vìjtìvka)
- Wołczek[33] (Вовчок trb. Wowczok trl. Vovčok)
- (Завітне trb. Zawitne trl. Zavìtne)